# ريو بالينا
ريو بالينا أو نهر بالينا (بالإنجليزية: Palena River)‏ هو نهر صغير يمر بين الأرجنتين وتشيلي ويصب في المحيط الهادي؛ منطقة النهر في الجزء الشمالي من بتاغونيا (تشيلي). ينبع نهر بالينا من «بحيرة بالينا» في المنطقة الجبلية العالية على الحدود بين الدولتين ولهذا يتبع جزء من البحيرة الأرجنتين وجزء منها يتبع تشيلي. ينبع النهر عند الحدود مع الأرجنتين ويتدفق مارا بتشيلي ويصب في المحيط الهادي؛ يبلغ طوله 240 كيلومتر ويتدفق بمعدل 130 متر مكعب في الثانية.
تقوم [[ثلاجة|ثلاجات عالية على الجبال بتزويد نهر بالينا بالماء طوال العام ويتدفق بشدة بماء صافي؛ مما يجعله مناسبا لبناء محطة توليد كهرباء. وبالفعل تدرس خطط فيكل من الأرجنتين وتشيلي للاستفادة من مياه النهر في توليد الكهرباء.

## اقرأ أيضا
- محافظة أرض النار (الأرجنتين)
- محافظة تييرا دل فويغو، (تشيلي)
- ريو بالينا
- منتزه كيولات الوطني
- بتاغونيا